# Gályavölgye
Gályavölgye, Varga E. Árpádnál Fundáta (románul Valea) falu Romániában, Beszterce-Naszód megyében. Közigazgatásilag Mezőörményes községhez tartozik.
Az 1950-es évekig Mezőújlak része volt. Az 1956-os népszámláláskor már külön faluként szerepelt 136 lakossal. 1966-ban 140, 1977-ben 88, 1992-ben 41, 2002-ben 35 lakosa volt, mind románok.